# Леньковский сельсовет (Нижегородская область)
Леньковский сельсовет — сельское поселение в Лысковском районе Нижегородской области.
Административный центр — село Леньково.

## История
Статус и границы сельского поселения установлены Законом Нижегородской области от 15 июня 2004 года № 60-З «О наделении муниципальных образований - городов, рабочих посёлков и сельсоветов Нижегородской области статусом городского, сельского поселения».
Законом Нижегородской области от 28 августа 2009 года № 145-З сельские поселения Леньковский сельсовет, Никольский сельсовет и Малиновский сельсовет объединены в сельское поселение Леньковский сельсовет.

## Население
| 2002  | 2010  | 2012  | 2013  | 2014  | 2015  | 2016  |
| ----- | ----- | ----- | ----- | ----- | ----- | ----- |
| 3147  | ↘2589 | ↗2605 | ↘2602 | ↘2582 | ↘2564 | ↘2500 |
| 2017  | 2018  | 2019  | 2020  |       |       |       |
| ↘2437 | ↘2407 | ↘2338 | ↘2289 |       |       |       |

## Состав сельского поселения
| №  | Населённый пункт | Тип населённого пункта       | Население |
| -- | ---------------- | ---------------------------- | --------- |
| 1  | Вадимовка        | посёлок                      | ↘0        |
| 2  | Валава           | деревня                      | ↘246      |
| 3  | Гугино           | деревня                      | ↘14       |
| 4  | Друг Крестьянина | посёлок                      | ↘83       |
| 5  | Княжиха          | деревня                      | ↘27       |
| 6  | Кокореково       | деревня                      | →2        |
| 7  | Коноплянка       | деревня                      | ↗20       |
| 8  | Коробиха         | село                         | ↘7        |
| 9  | Курбатиха        | деревня                      | ↘0        |
| 10 | Лебедиха         | деревня                      | →0        |
| 11 | Леньково         | село, административный центр | ↘762      |
| 12 | Лужки            | деревня                      | ↘9        |
| 13 | Малиновка        | деревня                      | ↗193      |
| 14 | Негоново         | село                         | ↘42       |
| 15 | Никольское       | село                         | ↘301      |
| 16 | Перелетиха       | деревня                      | ↘82       |
| 17 | Петриха          | деревня                      | ↘13       |
| 18 | Плотинское       | село                         | ↗141      |
| 19 | Преснецово       | село                         | ↘167      |
| 20 | Ратунино         | село                         | ↘6        |
| 21 | Стрелка          | деревня                      | ↘11       |
| 22 | Сущево           | деревня                      | ↘1        |
| 23 | Труд             | посёлок                      | ↘0        |
| 24 | Чернуха          | село                         | ↘444      |
| 25 | Чистое Поле      | село                         | ↘18       |